# Pięta (nazwisko)
Pięta – polskie nazwisko.
Znane osoby o nazwisku Pięta:
- Ewa Pięta (1968-2006) – polska reżyser, dokumentalista oraz scenarzysta
- Ireneusz Pięta – polski rolnik i polityk, poseł na Sejm RP (kontraktowy) X kadencji.
- Jarosław Pięta – polski polityk, samorządowiec, prawnik, poseł na Sejm RP VI kadencji
- Marek Pięta (1954-2016) – polski piłkarz i działacz piłkarski związany z Widzewem Łódź
- Stanisław Pięta – polski polityk, prawnik, poseł na Sejm RP V i VI kadencji